# Minolops
Minolops is een geslacht van weekdieren uit de klasse van de Gastropoda (slakken).

## Soorten
- Minolops arata (Hedley, 1903)
- Minolops cinerea (Preston, 1909)
- Minolops corallina Cotton & Godfrey, 1935
- Minolops gertruda (Iredale, 1936)
- Minolops pulcherrima (Angas, 1869)
- Minolops rosulenta (Watson, 1883)